# Pełty (Mazovie)
Pour les articles homonymes, voir Pełty.
Pełty (prononciation : [ˈpɛu̯tɨ]) est un village polonais de la gmina de Myszyniec dans le powiat d'Ostrołęka de la voïvodie de Mazovie dans le centre-est de la Pologne.
Il se situe à environ 9 kilomètres à l'ouest de Myszyniec (siège de la gmina), 44 kilomètres au nord-ouest d'Ostrołęka (siège du powiat) et à 134 kilomètres au nord de Varsovie (capitale de la Pologne).
Le village compte approximativement une population de 500 habitants en 2006.

## Histoire
De 1975 à 1998, le village appartenait administrativement à la voïvodie d'Ostrołęka.